# Морин-Дава-Даурський автономний хошун
48°28′34″ пн. ш. 124°30′00″ сх. д. / 48.47598° пн. ш. 124.50009° сх. д.
Морин-Дава-Даурський автономний хошун (кит. 莫力达瓦达斡尔族自治旗, пін. Mòlì Dáwă Dáwò'ĕrzú Zìzhìqí) — один із повітів КНР у складі префектури Хулунбуїр, Внутрішня Монголія. Адміністративний центр — містечко Ніргі.

## Географія
Морин-Дава-Даурський автономний хошун лежить на висоті близько 180 метрів над рівнем моря на схід від Великого Хінгану. Східним кордоном повіту слугує річка Нуньцзян.

### Клімат
Хошун знаходиться у зоні, котра характеризується вологим континентальним кліматом з теплим літом. Найтепліший місяць — липень із середньою температурою 22,1 °C. Найхолодніший місяць — січень, із середньою температурою -20,5 °С.
| Клімат хошуну Морин-Дава-Даур | Клімат хошуну Морин-Дава-Даур | Клімат хошуну Морин-Дава-Даур | Клімат хошуну Морин-Дава-Даур | Клімат хошуну Морин-Дава-Даур | Клімат хошуну Морин-Дава-Даур | Клімат хошуну Морин-Дава-Даур | Клімат хошуну Морин-Дава-Даур | Клімат хошуну Морин-Дава-Даур | Клімат хошуну Морин-Дава-Даур | Клімат хошуну Морин-Дава-Даур | Клімат хошуну Морин-Дава-Даур | Клімат хошуну Морин-Дава-Даур | Клімат хошуну Морин-Дава-Даур |
| Показник                      | Січ.                          | Лют.                          | Бер.                          | Квіт.                         | Трав.                         | Черв.                         | Лип.                          | Серп.                         | Вер.                          | Жовт.                         | Лист.                         | Груд.                         | Рік                           |
| Середній максимум, °C         | −14,6                         | −8,4                          | 1                             | 12,4                          | 20,7                          | 26,2                          | 27,3                          | 25,5                          | 19,7                          | 10,4                          | −2,9                          | −12,8                         | 8,7                           |
| Середня температура, °C       | −20,5                         | −15,3                         | −5,6                          | 5,5                           | 13,8                          | 20                            | 22,1                          | 20                            | 13,2                          | 4                             | −8,6                          | −18,2                         | 2,5                           |
| Середній мінімум, °C          | −25,4                         | −21,3                         | −11,8                         | −1,2                          | 6,6                           | 13,7                          | 17,2                          | 14,9                          | 7,2                           | −1,6                          | −13,5                         | −22,9                         | −3,2                          |
| Норма опадів, мм              | 2.7                           | 1.8                           | 8.3                           | 24                            | 34                            | 77.6                          | 143                           | 116.2                         | 52.7                          | 19.4                          | 5.2                           | 5                             | 489.9                         |
| Вологість повітря, %          | 69                            | 64                            | 53                            | 48                            | 47                            | 62                            | 75                            | 77                            | 68                            | 58                            | 62                            | 70                            | 62.8                          |
| ----------------------------- | ----------------------------- | ----------------------------- | ----------------------------- | ----------------------------- | ----------------------------- | ----------------------------- | ----------------------------- | ----------------------------- | ----------------------------- | ----------------------------- | ----------------------------- | ----------------------------- | ----------------------------- |
| Джерело: data.cma.cn          |                               |                               |                               |                               |                               |                               |                               |                               |                               |                               |                               |                               |                               |